# Phillips (Wisconsin)
Phillips é uma cidade localizada no estado norte-americano de Wisconsin, no Condado de Price.

## Demografia
Segundo o censo norte-americano de 2000, a sua população era de 1675 habitantes.
Em 2006, foi estimada uma população de 1547, um decréscimo de 128 (-7.6%).

## Geografia
De acordo com o United States Census Bureau tem uma área de
9,0 km², dos quais 7,2 km² cobertos por terra e 1,8 km² cobertos por água. Phillips localiza-se a aproximadamente 440 m acima do nível do mar.

## Localidades na vizinhança
O diagrama seguinte representa as localidades num raio de 32 km ao redor de Phillips.